# Afterman 2
Afterman 2 is een film van de Belgische cineast Rob Van Eyck die zowel de regie als het schrijven voor zijn rekening neemt. De film valt onder de genres Actie, Science-Fiction en Thriller maar krijgt eveneens de stempel Cult Classic. De film is in handen van maatschappij Zeno Pictures die gespecialiseerd is in onalledaagse films.
Het verhaal wordt gekaderd in Rusland en Europa, maar speelt zich hoofdzakelijk af in België met Brussel en Antwerpen als herkenningspunten. In het Europa van Afterman 2 heerst dictatuur, fascisme en nazisme. Dit zorgt voor misstanden en schokkende beelden.
Afterman 2 is een vervolg op Afterman die dateert van 1985. In 2013 kwam Afterman 3 uit die als compilatie van beide voorgangers wordt gezien.

## Afterman 2, The Bin Laden Edition
Enkele acteurs
- Jacques Verbist als Zeno (Afterman)
- Stephan Dopagne als Osama Bin Laden (De Meester)
- Frida Farrel als Britt[1]
- Lindsay Bervoets

Muziek
- Maggy Lee
- Johan Stollz

Producer
- Gabriel Murray

## Synopsis
De film begint bij een stenen hut op een afgelegen plaats in Rusland. Afterman keert van hieruit terug naar zijn thuishaven in België maar Europa is op dat moment ten prooi gevallen aan dictatoriale figuren die op gruwelijke wijze de plak zwaaien en menselijke organen verhandelen. Afterman sluit, per toeval, aan bij een groep verzetsstrijders waar hij verliefd wordt op de Engelstalige Britt. Britt wordt tot tweemaal toe ontvoerd waarbij Afterman bij de laatste reddingspoging te laat komt. Hij vlucht terug naar de hut in Rusland.